# Marinus Vreugde
Marinus Antonius Nicolaas (Marinus) Vreugde ('s-Hertogenbosch, 4 juli 1880 - Amsterdam, 14 juni 1957), ook wel vermeld als Martinus Vreugde, was een Nederlandse beeldhouwer en graficus.

## Leven en werk
Vreugde was een zoon van Marinus Vreugde en Ludovica Huberdina Maria Vorst. Hij leerde houtbewerking van zijn vader, die meubelmaker en houtsnijder was. In 1891 trok hij naar Amsterdam, waar hij les volgde aan de Da Costaschool en avondlessen volgde bij Carl Geverding aan de Teekenschool voor Kunstambachten (1895-1897). Hij bekwaamde zich verder als autodidact tot beeldhouwer. Overigens werden ook zijn broers Louis (1868-1936) en Antonius (1891-1946) beeldhouwers. Naast beeldhouwen, hield Vreugde zich bezig met schilderen en tekenen en maakte hij hout- en linoleumsnedes. Van 1900 tot 1905 werkte hij op een aantal ateliers in Amsterdam, van 1905 tot ca. 1910 in Duitsland. In de periode 1910-1914 werkte hij als assistent van zijn broer Louis. Tussen 1904 en 1912 maakte hij een aantal studiereizen naar Duitsland. 
Vreugde maakte bouwbeeldhouwwerk voor diverse architecten. In 1931 was Vreugde een van de negen beeldhouwers, naast onder anderen Hubert van Lith, Jan Trapman en Willem IJzerdraat, die door de gemeente Amsterdam werden gevraagd een beeldje te maken voor de serie beelden in de Kinderhof aan het Muzenplein in Amsterdam. Hij maakte een kind met vis op de schouders.
Hij was in 1918 mede-oprichter van de Nederlandse Kring van Beeldhouwers. Hij was lid van de Kunstenaarspartij, die in 1922 meedeed aan de Tweede Kamerverkiezingen. De partij haalde geen zetels. Hij was aangesloten bij de kunstenaarsverenigingen Arti et Amicitiae en Vereeniging Sint Lucas in Amsterdam.
Vreugde overleed op 76-jarige leeftijd, hij werd begraven op de Nieuwe Oosterbegraafplaats.

## Werken (selectie)
- 1919 gevelsteen werkplaats Algemeene Nederlandsche Diamantbewerkers Bond, Amsterdam
- 1923-1926 beeldhouwwerk met tekens van de dierenriem voor het Stedelijk Museum Amsterdam
- 1930 houten balkkoppen bij de lokalen en bakstenen steenbok aan gevel van de Kadeschool in Gouda
- 1930 gevelsteen voor Huize Mon Désir, Overveen
- 1931 kind met vis op de schouders, Muzenplein, Amsterdam
- 1931 Standbeeld bij vakantieoord "Zomers Buiten" in Zandvoort.
- 1932 gevelbeelden aan het Zonnehuis, Amsterdam
- 1934 houten kariatiden en gevelsteen Nolf's Apotheek, Kruisstraat, Haarlem
- 1936 gevelsteen Johannes Calvijn[5], Moreelsestraat/Gabriël Metsusstraat, Amsterdam
- 1939 Karel de Grote, Waalstraat/Moerdijkstraat in Amsterdam
- 1939 herdenkingssteen Zomers Buiten in Amsterdam
- 1949 Oorlogsmonument Heerenveen, Van Maasdijkstraat. Met een tekst van Fedde Schurer.

## Foto's

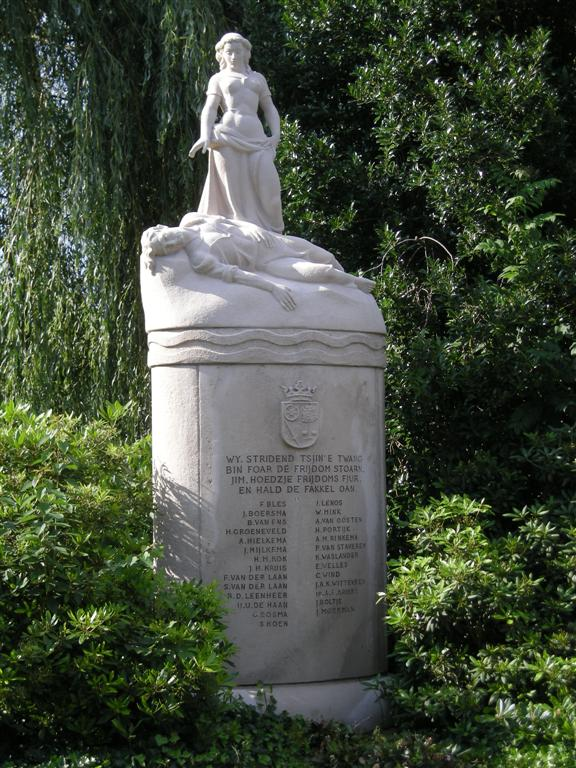
Oorlogsmonument Heerenveen (1949)
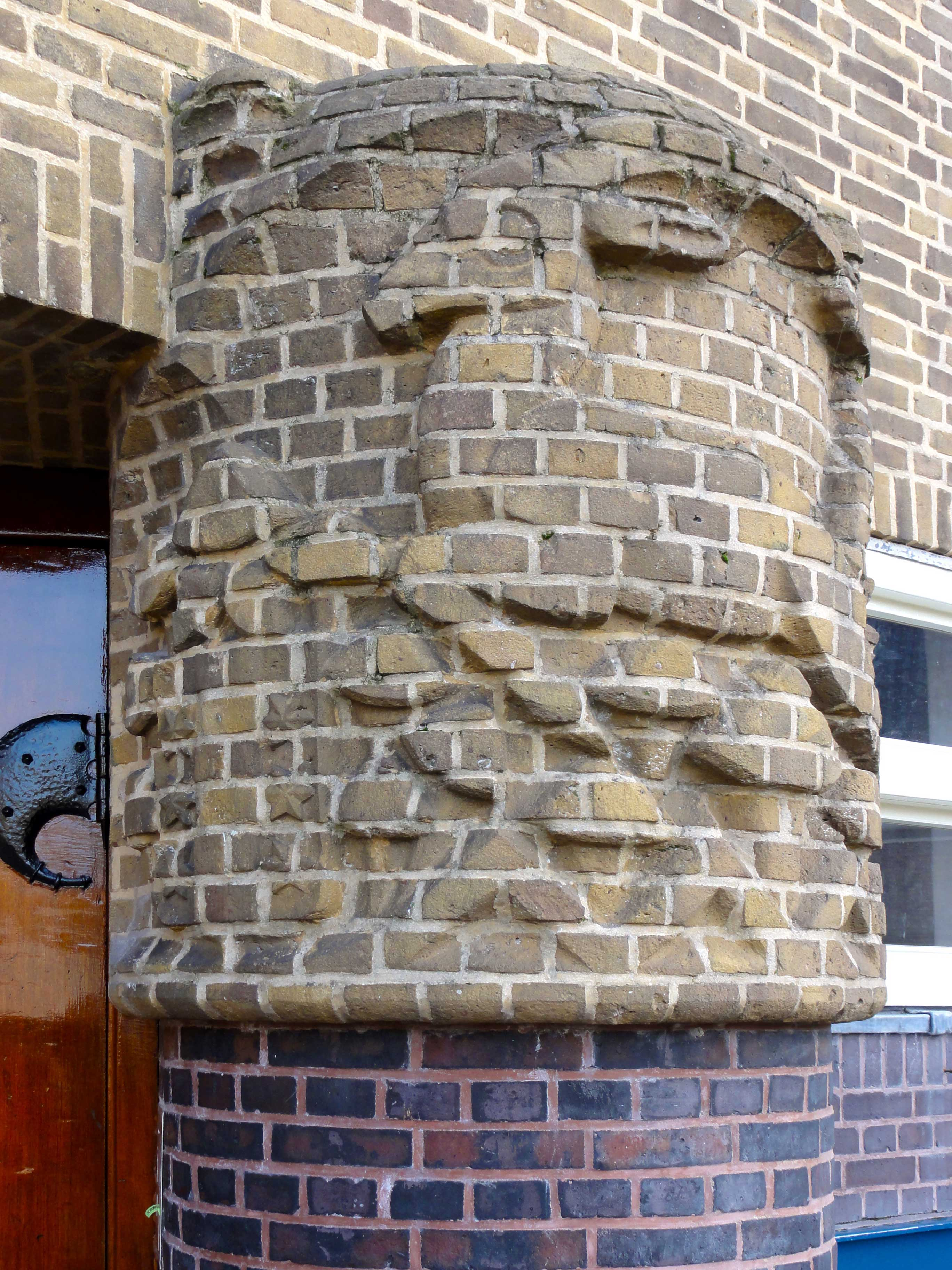
steenbok, Gouda
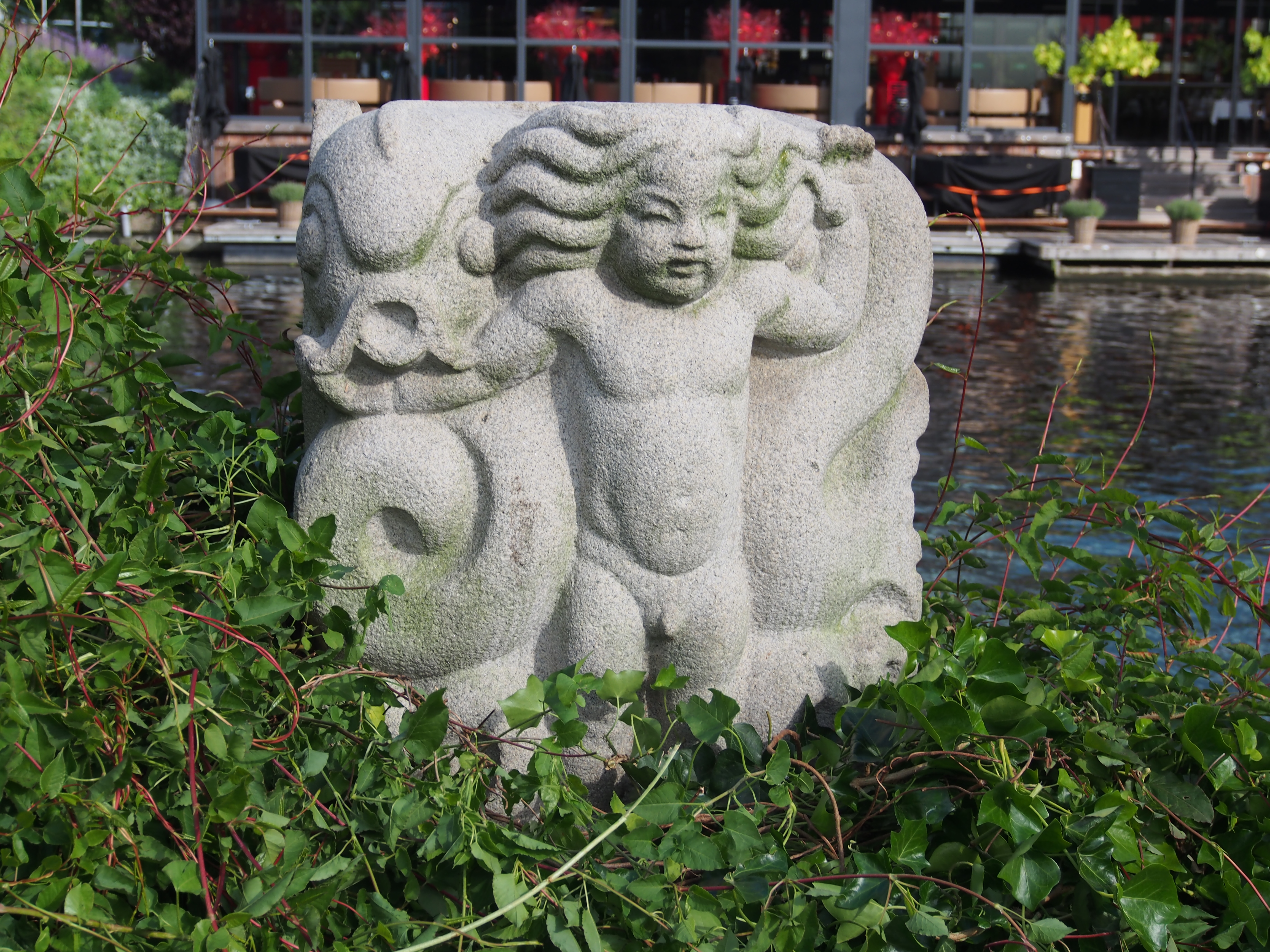
kind met vis op de schouders, Amsterdam
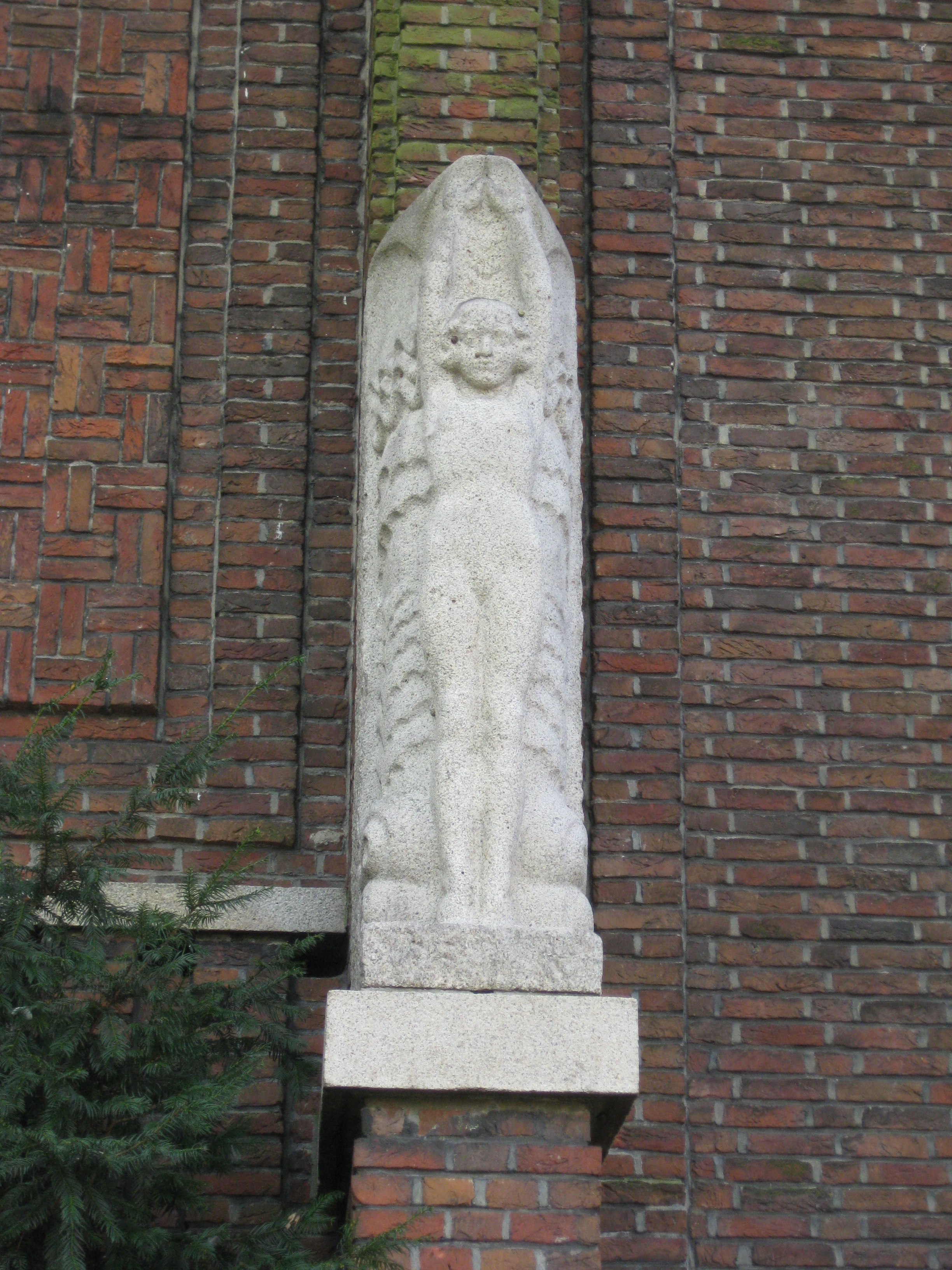
gevelbeeld Zonnehuis Amsterdam-Noord
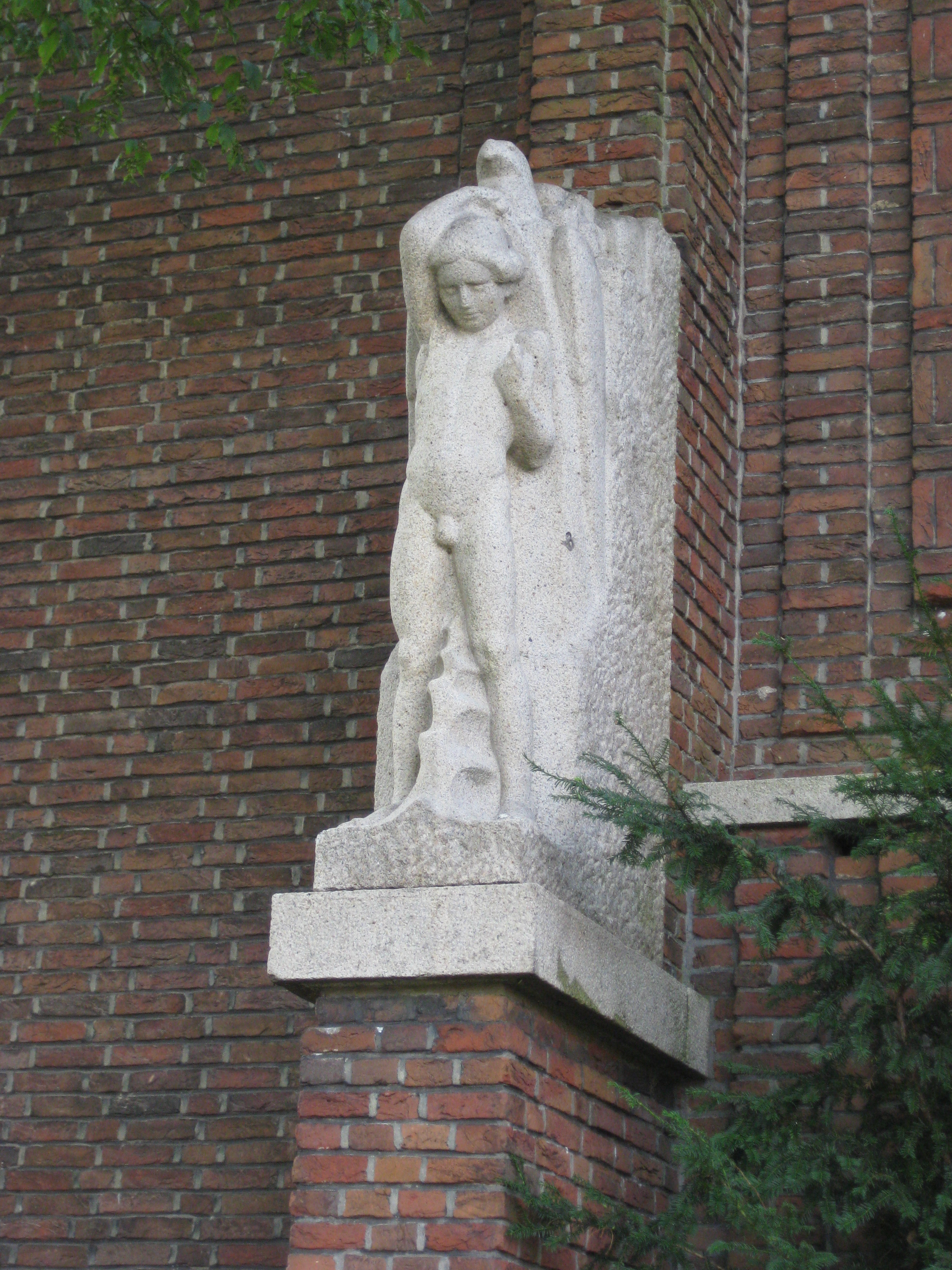
gevelbeeld Zonnehuis Amsterdam-Noord
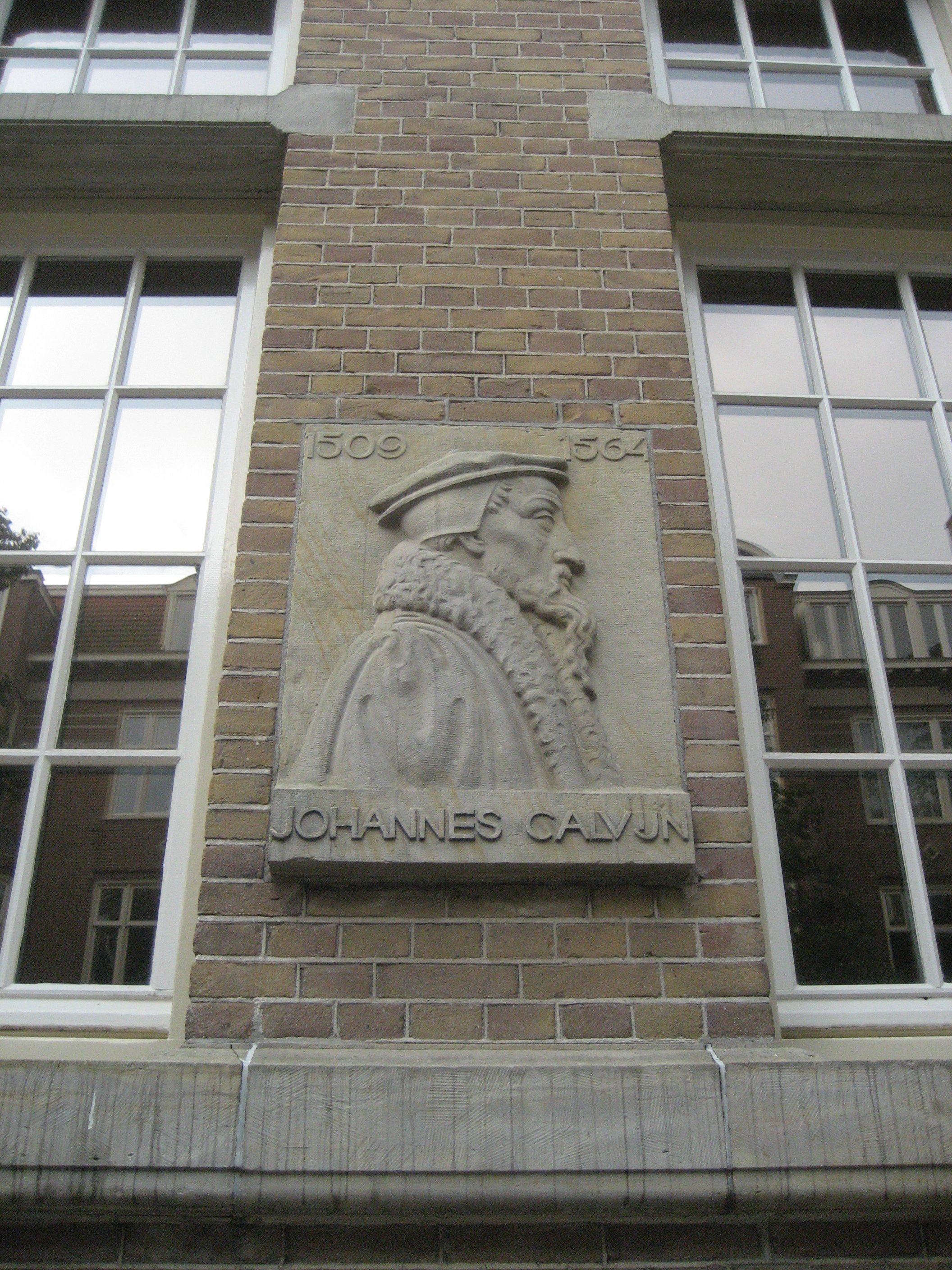
Calvijn, Moreelsestraat Amsterdam
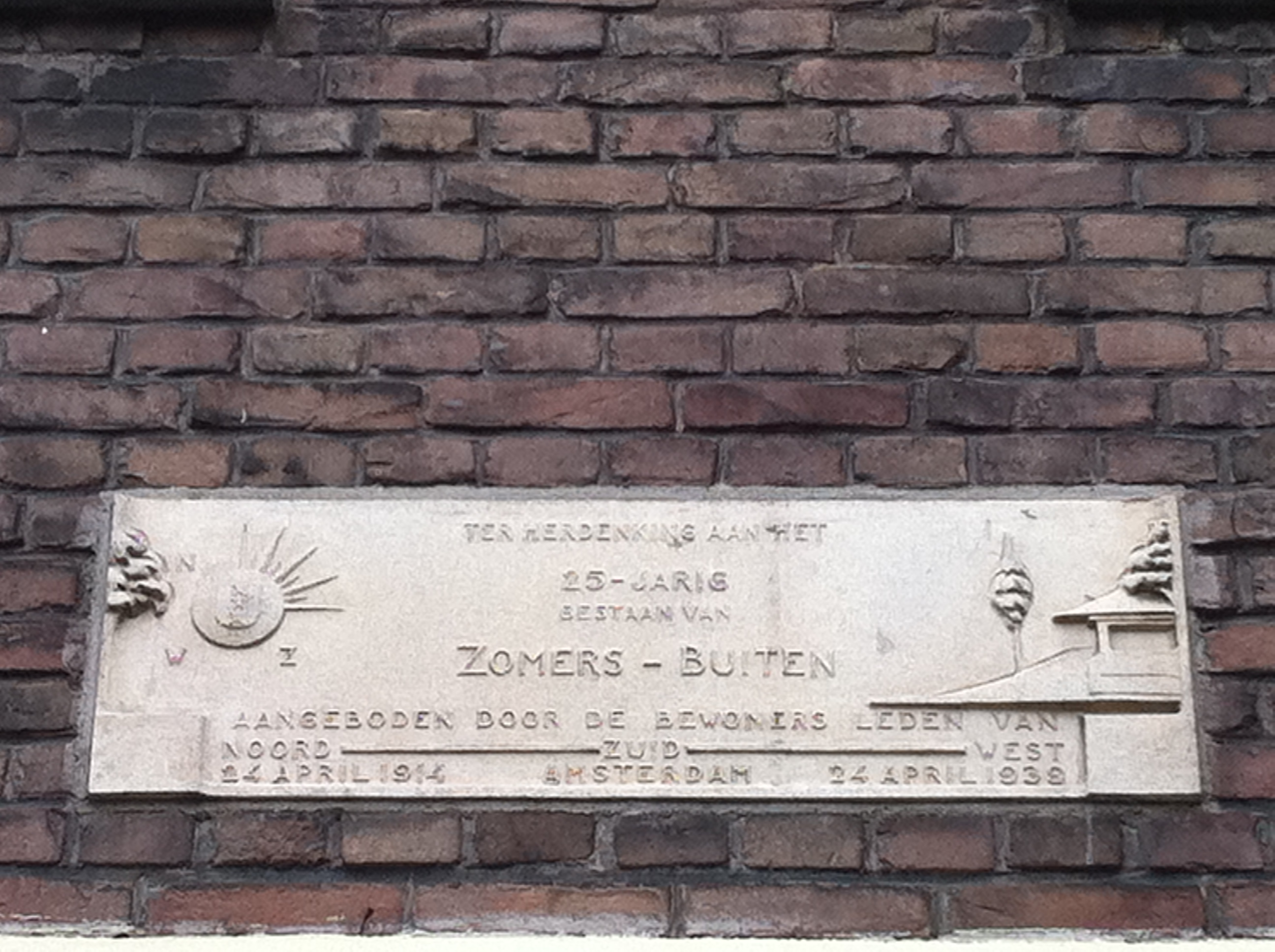
gevelsteen Zomers Buiten, Amsterdam

- Biografisch Portaal: 54227264
- RKD-Nederlands Instituut voor Kunstgeschiedenis: 82041